# Rainroom
Rainroom ist eine finnische progressive Death-Doom-Band aus Espoo, die 2003 gegründet wurde.

## Geschichte
Die Band wurde Ende 2003 von dem Gitarristen Jere Ralli und dem Sänger JP Eloranta gegründet, nachdem sich ihre vorherige Band Dewian aufgelöst hatte. Später im Jahr arbeiteten sie zusammen an den ersten Liedern, wobei Ralli bei Eloranta lebte, da ersterer sonst ohne Obdach gewesen wäre. Dabei entstanden sechs Lieder, die sich zum späteren Album Netherself zusammensetzten. 2006 trat der Bassist Oskari Hakala-Rahko, der gerade die Band Vanguard verlassen hatte, der Zweier-Besetzung bei. Daraufhin wurde das Album aufgenommen und 2006 veröffentlicht. Nach den Aufnahmen hatten Ralli und Eloranta an weiterem Material geschrieben, das für ein zweites Album gereicht hätte, jedoch wurden nur drei Songs aufgenommen, woraus die EP Monochrome of Feathers entstand. Während der Proben hierfür war der Friese Jelle Van Der Beek hinzugekommen. Bei den Studioaufnahmen für die EP war jedoch Teemu Laitinen am Schlagzeug vertreten. Die EP erschien im Sommer 2007. Bereits 2008 wurde das nächste Album aufgenommen. 2010 verließ Hakala-Rahko die Besetzung und wurde durch Kim Suikkanen ersetzt. Im März 2011 erschien über Firedoom Music das nächste Album And the Other That Was a Machine…

## Stil
Laut Prog Sothoth von progarchives.com spielte die Band anfangs Melodic Death Metal, ehe man sich schon bald experimenteller gegeben habe, indem man das Tempo verlangsamt und Akkord-Progressionen im Stil von Opeth der 1990er Jahre eingeführt habe. Dadurch entstehe eine Art Death Doom mit starkem gutturalem Gesang dunklen melodischen Riffs und recht langen Songs. Martin „666tin“ Aißlinger von terrorverlag.com ordnete And the Other That Was a Machine… dem Death Doom zu, den man als eine „avantgardistisch anmutende Mischung aus doomigen Metal-Riffs und einer ganzen Reihe vertrackter Tempo- und Rhythmuswechsel“ ansehen könne. Letztere würden eine Nähe zu Opeth aufweisen, wobei es Rainroom jedoch vermeide, „epische[n] Bilder voll schwelgerischer Schönheit [zu] malen“, vielmehr wirke die Musik unterkühlt und bedrohlich, was darauf hinweise, dass Elemente aus dem Death- und auch Black-Metal vorhanden seien. Der Gesang bestehe aus Growls. In den Songs verarbeite man auch gelegentlich Einflüsse aus dem Post-Rock. Man könne die Band, wenn auch unzureichend, mit Gruppen wie Ghost Brigade, The Old Dead Tree und End of Level Boss vergleichen.

## Diskografie
- 2006: Netherself (Album, Eigenveröffentlichung)
- 2007: Monochrome of Feathers (EP, Eigenveröffentlichung)
- 2011: And the Other That Was a Machine… (Album, Firedoom Music)